# Atletica leggera ai Giochi della XXIX Olimpiade - Marcia 20 km maschile
Ai Giochi della XXIX Olimpiade, tenutisi a Pechino nel 2008, la prova di marcia 20 km maschile si è corsa sabato, 16 agosto, con partenza alle 09:00 e arrivo nello Stadio Nazionale di Pechino.

## Presenze ed assenze dei campioni in carica
| Competizione         | Atleta                 | Prestazione | Pechino 2008 |
| -------------------- | ---------------------- | ----------- | ------------ |
| Olimpiadi 2004       | Ivano Brugnetti        | 1h19'40"    | Presente     |
| Commonwealth 2006    | Nathan Deakes          | 1h19'55"    | Assente      |
| Europei 2006         | Francisco J. Fernández | 1h19'09"    | Presente     |
| Asiatici 2006        | Han Yucheng            | 1h21'41”    | Non selez.   |
| Panamericani 2007    | Jefferson Pérez        | 1h22'08"    | Presente     |
| Africani 2007        | Hatem Ghoula           | 1h22'33”    | Presente     |
| Mondiali 2007        | Luis Fernando López    | 1h20'38"    | Presente     |
| Coppa del mondo 2008 | Francisco J. Fernández | 1h18'15"    | Presente     |

## Ordine d'arrivo

Video della gara

| Pos | Atleta                     | Paese         | Tempo    | Note                          |
| --- | -------------------------- | ------------- | -------- | ----------------------------- |
| Oro | Valerij Borčin             | Russia        | 1h19'01" |                               |
|     | Jefferson Pérez            | Ecuador       | 1h19'15" |                               |
|     | Jared Tallent              | Australia     | 1h19'42" |                               |
| 4   | Wang Hao                   | Cina          | 1h19'47" | Miglior prestazione personale |
| 5   | Ivano Brugnetti            | Italia        | 1h19'51" |                               |
| 6   | Luke Adams                 | Australia     | 1h19'57" |                               |
| 7   | Francisco Javier Fernández | Spagna        | 1h20'32" |                               |
| 8   | Rob Heffernan              | Irlanda       | 1h20'36" |                               |
| 9   | Luis Fernando López        | Colombia      | 1h20'59" |                               |
| 10  | Yafei Chu                  | Cina          | 1h21'17" |                               |
| 11  | Yuki Yamazaki              | Giappone      | 1h21'18" |                               |
| 12  | Juan Manuel Molina         | Spagna        | 1h21'25" |                               |
| 13  | Benjamin Sanchez           | Spagna        | 1h21'38" |                               |
| 14  | Jose Bagio                 | Brasile       | 1h21'43" |                               |
| 15  | Éder Sánchez               | Messico       | 1h21'53" |                               |
| 16  | Koichiro Morioka           | Giappone      | 1h21'57" |                               |
| 17  | Il'ja Markov               | Russia        | 1h22'02" |                               |
| 18  | Giorgio Rubino             | Italia        | 1h22'11" |                               |
| 19  | David Kimutai Rotich       | Kenya         | 1h22'21" |                               |
| 20  | Rolando Saquipay           | Ecuador       | 1h22'32" |                               |
| 21  | Erik Tysse                 | Norvegia      | 1h22'43" |                               |
| 22  | Ivan Trotskij              | Bielorussia   | 1h22'55" |                               |
| 23  | Hyunsub Kim                | Corea del Sud | 1h22'57" |                               |
| 24  | Andrij Kovenko             | Ucraina       | 1h22'59" |                               |
| 25  | André Höhne                | Germania      | 1h23'13" |                               |
| 26  | Matej Tóth                 | Slovacchia    | 1h23'17" |                               |
| 27  | Hatem Ghoula               | Tunisia       | 1h23'44" |                               |
| 28  | Dzianis Simanovič          | Bielorussia   | 1h23'53" |                               |
| 29  | Rafał Augustyn             | Polonia       | 1h24'25" |                               |
| 30  | Jimin Dong                 | Cina          | 1h24'34" |                               |
| 31  | James Rendón               | Colombia      | 1h24'41" |                               |
| 32  | João Vieira                | Portogallo    | 1h25'05" |                               |
| 33  | Chilsung Park              | Corea del Sud | 1h25'07" |                               |
| 34  | Hassanine Sebei            | Tunisia       | 1h25'23" |                               |
| 35  | Marius Žiukas              | Lituania      | 1h25'36" |                               |
| 36  | David Mejia                | Messico       | 1h26'45" |                               |
| 37  | Jean-Jacques Nkouloukidi   | Italia        | 1h26'53" |                               |
| 38  | Andrés Chocho              | Ecuador       | 1h27'09" |                               |
| 39  | Allan Segura               | Costa Rica    | 1h27'10" |                               |
| 40  | Juan Manuel Cano           | Argentina     | 1h27'17" |                               |
| 41  | Predrag Filipović          | Serbia        | 1h28'15" |                               |
| 42  | Rustam Kuvatov             | Kazakistan    | 1h28'25" |                               |
| 43  | Kevin Eastler              | Stati Uniti   | 1h28'44" |                               |
| 44  | Sjarhej Čarnoŭ             | Bielorussia   | 1h29'38" |                               |
| 45  | Sérgio Vieira              | Portogallo    | 1h29'51" |                               |
| 46  | Jakub Bogdan Jelonek       | Polonia       | 1h30'37" |                               |
| 47  | Fedosei Ciumacenco         | Moldavia      | 1h31'37" |                               |
| 48  | Mohamed Ameur              | Algeria       | 1h32'21" |                               |
| 49  | Recep Çelik                | Turchia       | 1h32'54" |                               |
|     | Chris Erickson             | Australia     | Squal.   |                               |
|     | Takayuki Tanii             | Giappone      | Squal.   |                               |

Legenda
RO = Record olimpico
RN = Record nazionale
RP = Record personale
Rit = Ritirato
Squal = Squalificato